# Leucophenga argenteiventris
Leucophenga argenteiventris är en tvåvingeart som beskrevs av Kahl 1917. Leucophenga argenteiventris ingår i släktet Leucophenga och familjen daggflugor.
Artens utbredningsområde är Bolivia. Inga underarter finns listade i Catalogue of Life.